# Мустанг (королівство)
29°05′00″ пн. ш. 83°55′00″ сх. д. / 29.083333333333° пн. ш. 83.916666666667° сх. д.

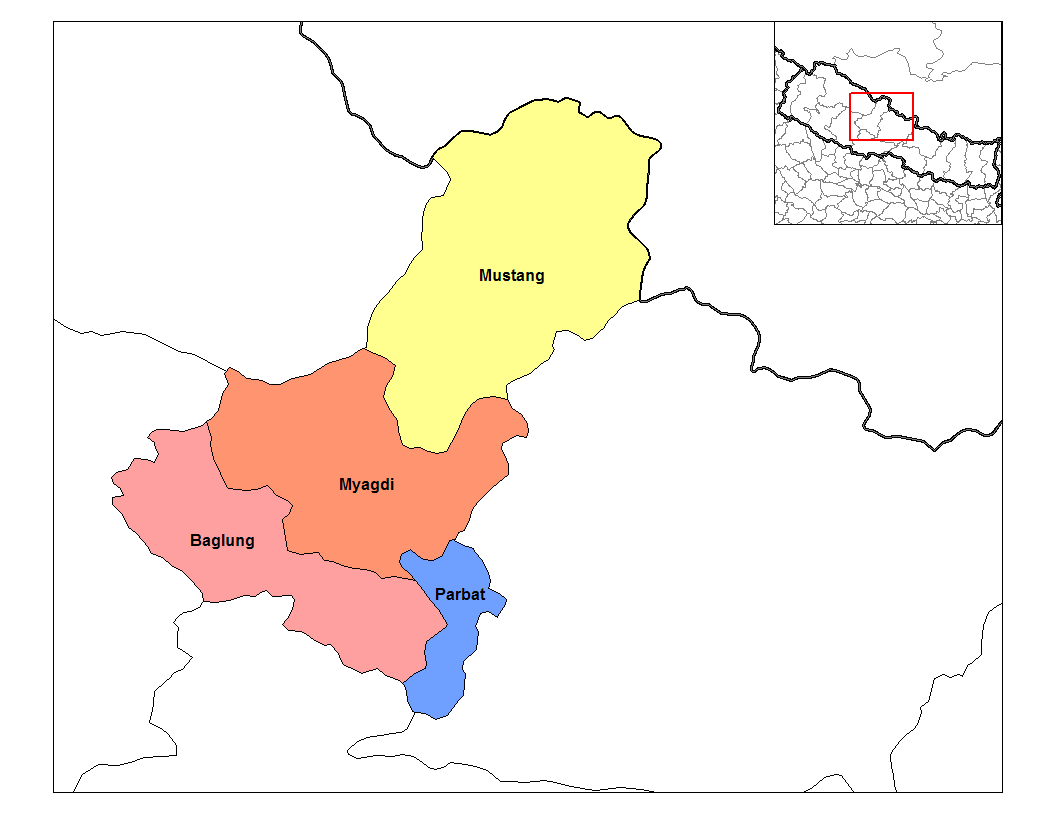
Розташування округу Мустанг (жовтим) у Непалі

Прапор королівства Ло

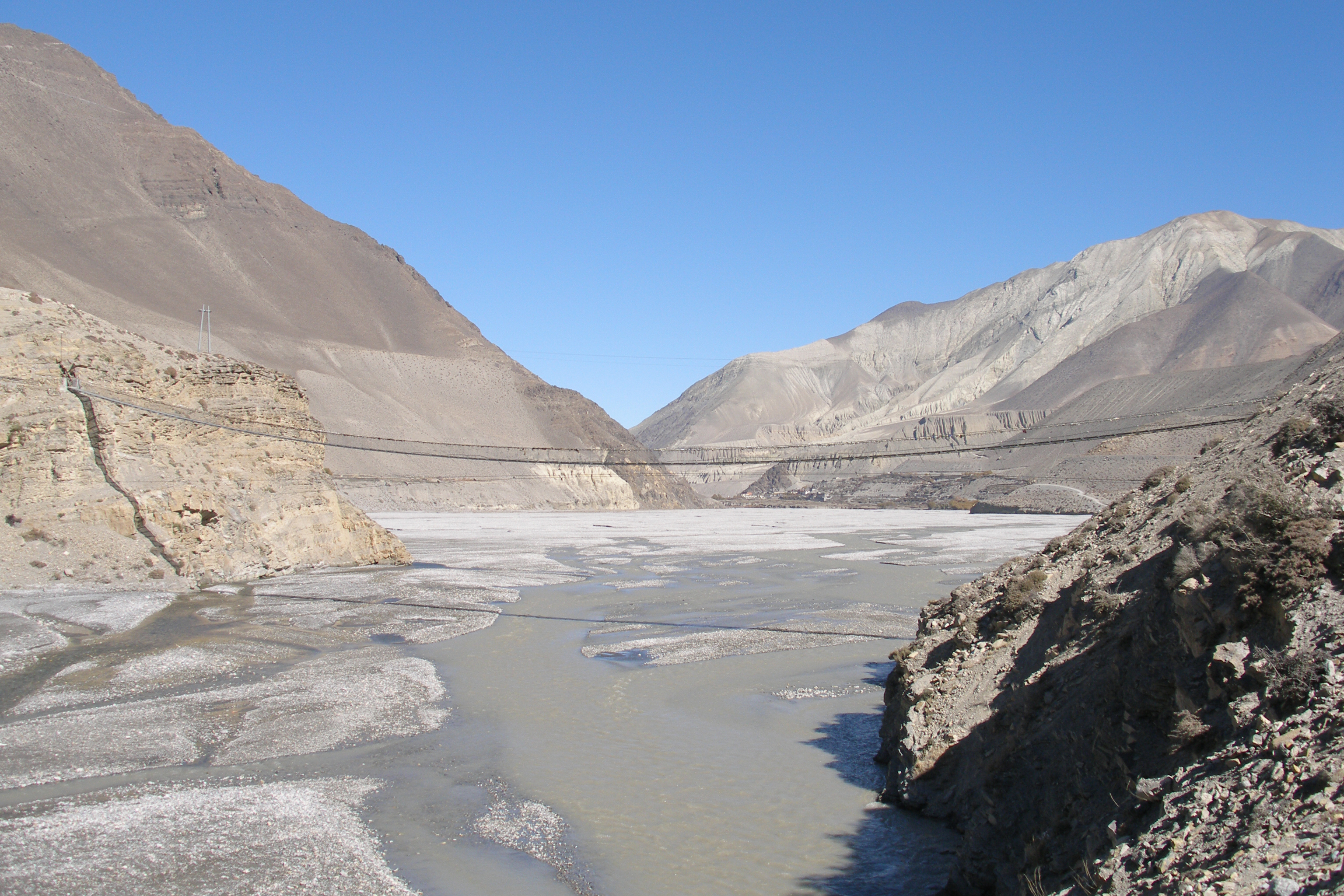
Долина Калі-Гандакі

Монтанг, Мустанг (з тибетської Мун Тан — родюча рівнина) — адміністративний район Непалу у верхів'ях річки Калі-Гандакі, що відповідає колишньому незалежному королівству. Нині королівська влада збереглася у верхньому Мустангу, територія, підпорядкована королеві, називається Королівство Ло. Останній король Мустангу помер 16 грудня 2016 року. Столиця королівства — невелике містечко Ло Мантанг (Мустанг), яке не має адміністративного значення в Непалі.

## Географія
Район Мустанг межує з Тибетом, знаходиться між непальськими провінціями Долпо і Мананг. Мустанг тягнеться близько 80 км з півдня на північ, і шириною близько 45 км у найширшому місці, висота Мустангу — понад 2500 м. Клімат Мустангу порівняно сухий, оскільки дощові хмари обмежуються навколишніми високими горами. Населення — близько 9000 чоловік, розподілених по трьох містах і тридцяти селах, населення — переважно тхакалі й тибетці.
Мустанг групується навколо річки Калі-Гандакі й її припливів. Раніше уздовж цієї річки проходила торгова стежка між Тибетом та Індією, по якій йшла торгівля сіллю. У районі Тхак Кола річка тече дном вузької ущелини.
Нині Мустанг втратив своє значення, тому що основна траса комунікації між Непалом і Тибетом стала пролягати «Дорогою Дружби», долина збідніла і нечисленне населення іноді опиняється не в силах себе прогодувати. Значна частина населення Мустангу в певні сезони спускається уздовж річки вниз углиб Непалу.
Адміністративним центром району Мустанг є місто Джомсом (населення близько 5 тис. осіб (1998)), в якому є аеропорт з 1962 року. З 1970 року в Джомсом стікаються багато туристів.

## Історія
Раніше Мустанг був незалежним королівством, пов'язаним мовою і культурою з Тибетом. Династія продовжує правити у верхніх районах (Королівство Ло), і столицею королівських володінь є місто Ло Мантанг. Династія королів (раджа, г'єлпо) Мустангу веде початок від Аме Палу, нині при владі король Джігме Палбар Біста. Син короля трагічно загинув, і продовження династії під загрозою.
Аме Пал, засновник Мустангу, був воєначальником, що проголосив близько 1450 року (за іншими оцінками 1380) себе королем буддійської держави. У період розквіту територія Мустангу була істотно більшою, Мустанг займав ще частину сучасного Тибету. У XV—XVI століттях Ло Мантанг був на основній торговій стежці між Індією і Тибетом, і вважався мало не другим за значенням торговим центром у Тибеті. Через Мустанг проходила торгівля сіллю. Поля були дуже родючі і на пасовищах паслися величезні стада. Монастирі Мустангу були дуже активні, у них досі збереглася велика кількість книг.
У 1790 р. королівство уклало союз з Непалом у війні проти Тибету, і згодом було захоплено Непалом. До 1951 р. королівство було окремою адміністративною одиницею, керованою своїм королем, що представляв короля Непалу.
З 1951 по 1960 рік іноземцям дозволялося відвідувати Мустанг, але потім в'їзд заборонили аж до 1991 року. У 1960-ті та 1970-ті роки Мустанг був оплотом партизан-кхампа з Тибету, які боролися проти влади КНР у Тибеті. Повстанці забезпечувалися зброєю і продовольством через американську авіацію, літаки ЦРУ скидали мішки з повітря. Після звернення Далай-лами з проханням зупинити війну багато кхампів кинули зброю і осіли в таборах для біженців у Непалі. Небагато хто вирішив продовжували війну «до кінця». Відкриття долини в 1991 році для туризму непальським урядом було несподіваним.
Туризм у володіннях короля у верхньому Мустангу обмежений. Іноземцям потрібно спеціальний дозвіл непальської влади і сплату збору $700 за десять днів на людину (тут треба уточнення — у Мустанг дозволу видаються приблизно від 15$ до 70$). Урядові мита від туризму до жителів королівства не доходять і не позначаються на поліпшенні добробуту жителів, походи в Мустанг організовують фірми в Катманду, які збирають групи, забезпечуючи їх повним спорядженням і харчуванням. Тепер на території Мустанга уздовж туристичних шляхів майже в кожному селі відкрито гест-хауси, де туристи можуть зупинятися на відпочинок і годуватися за помірну плату.
Після скасування монархії в Непалі 28 травня 2008 року нова республіканська влада зажадала ліквідації королівської влади і в Мустангу. 8 жовтня 2008 року королеві Джигме Палбар Біста була представлена (і прийнята ним) позиція уряду Непалу про відмову короля від влади при збереженні його ролі як «символу збереження культури, з належною повагою».

## Правителі (королі, царі, раджі) Мустангу
1. Аме Пал (бл. 1380—1440)
2. Амгон Цэнпо (бл. 1440—1470)
3. Цзанчен Ташігон (бл. 1470—1489)
4. Таглам Таспаду
5-6. невідомі імена
7. Г'яхор Палден (бл. 1550)
8. Тагпал Дорджі.
9. Дондуб Дорджі.
10. Самдуб Дорджі (бл. 1620)
11. Самдуп Рабдан
12. Самдуп Палбар (бл. 1660)
13. Цебдан.
14-16. імена невідомі
17. Таші Намг'ял
18. Тенцін Панг'ял (бл. 1740—1760)
19. Анджа Дорджі (бл. 1760—1780)
20. Таші Шенпо (бл. 1780—1800)
21. Джампал Палду (бл. 1800—1820)
22. Кунга Норбу (бл. 1820—1840)
23. Джам'ян Ангду, син (бл. 1840—1860)
24. Джам'ян Тенцінг Трандул, племінник (бл. 1860—1905)
25. Ангун Тенцінг, син (1905—1950, 1961—1970)
26. Ангду Н'інгпо, син (1950—1961)
27. Джігме Дорджі, брат (с 1970)

## Ресурси Інтернету
- Вікісховище має мультимедійні дані за темою: Мустанг (королівство)
- Королевство Мустанг в фотографиях
- М. Пессель. Тысяча шагов за облака-1 [Архівовано 1 лютого 2013 у Wayback Machine.]
- М. Пессель. Тысяча шагов за облака-2 [Архівовано 3 липня 2012 у Wayback Machine.]

## Кінофільми
- Леонид Круглов, 2003 г. Документальный фильм «Запретное королевство», 1-я серия [Архівовано 5 березня 2016 у Wayback Machine.]
- Леонид Круглов, 2003 г. Документальный фильм «Запретное королевство», 2-я серия [Архівовано 5 березня 2016 у Wayback Machine.]
- Леонид Круглов, 2003 г. Документальный фильм «Запретное королевство», 3-я серия [Архівовано 5 березня 2016 у Wayback Machine.]
- Леонид Круглов, 2003 г. Документальный фильм «Запретное королевство», 4-я серия [Архівовано 5 березня 2016 у Wayback Machine.]
- Леонид Круглов, 2003 г. Документальный фильм «Запретное королевство», 5-я серия [Архівовано 4 березня 2016 у Wayback Machine.]
- Гаврина Ася, 2012—2013 г. Документальный фильм «Переход» [Архівовано 18 жовтня 2016 у Wayback Machine.]